# ميخائيل براون (لاعب كرة قدم أسترالية أسترالي)
ميخائيل براون (بالإنجليزية: Michael Brown)‏ هو لاعب كرة قدم أسترالية أسترالي، ولد في 20 سبتمبر 1976 في برث في أستراليا.

## وصلات خارجية
- ميخائيل براون على موقع AustralianFootball.com (الإنجليزية)
- ميخائيل براون على موقع AFLtables.com (الإنجليزية)